# 8082 Haynes
8082 Haynes eller 1988 NR är en asteroid i huvudbältet som upptäcktes 12 juli 1988 av den amerikanske astronomen Eleanor F. Helin vid Palomar-observatoriet. Den är uppkallad efter Norman R. Haynes.
Asteroiden har en diameter på ungefär 8 kilometer och den tillhör asteroidgruppen Maria.